# Pakistan Railways

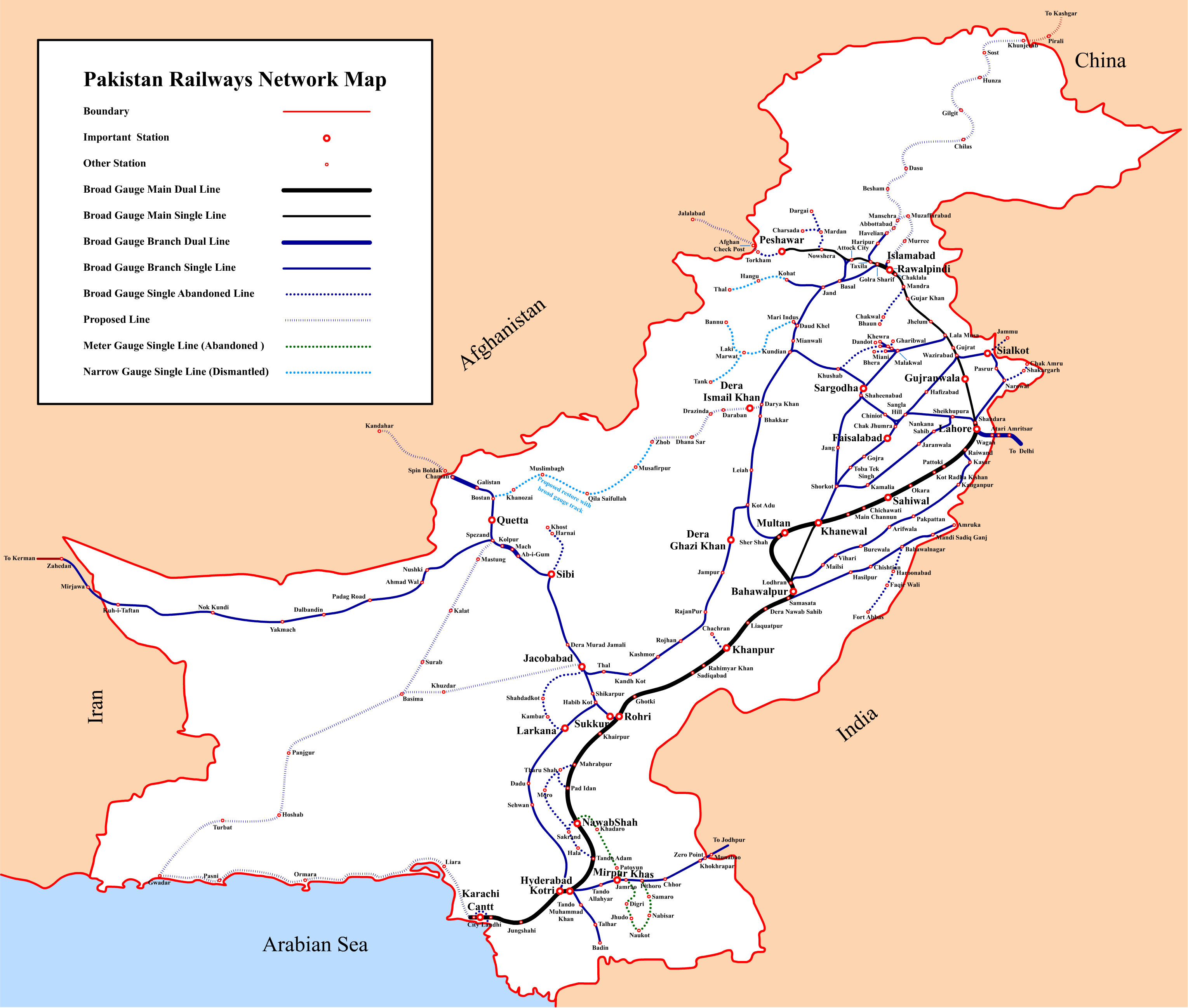
Streckennetz von Pakistan Railways (Stand 2011)

Pakistan Railways, abgekürzt PR, (Urdu پاکستان ریلویز) ist die staatliche pakistanische Eisenbahngesellschaft mit Sitz in Lahore. Als Staatsbahn unterhält sie ein über 7000 Kilometer langes Schienenverkehrsnetz und bietet sowohl Fracht- als auch Passagierdienste an. Sie transportierte 2018 ca. 70 Millionen Personen.

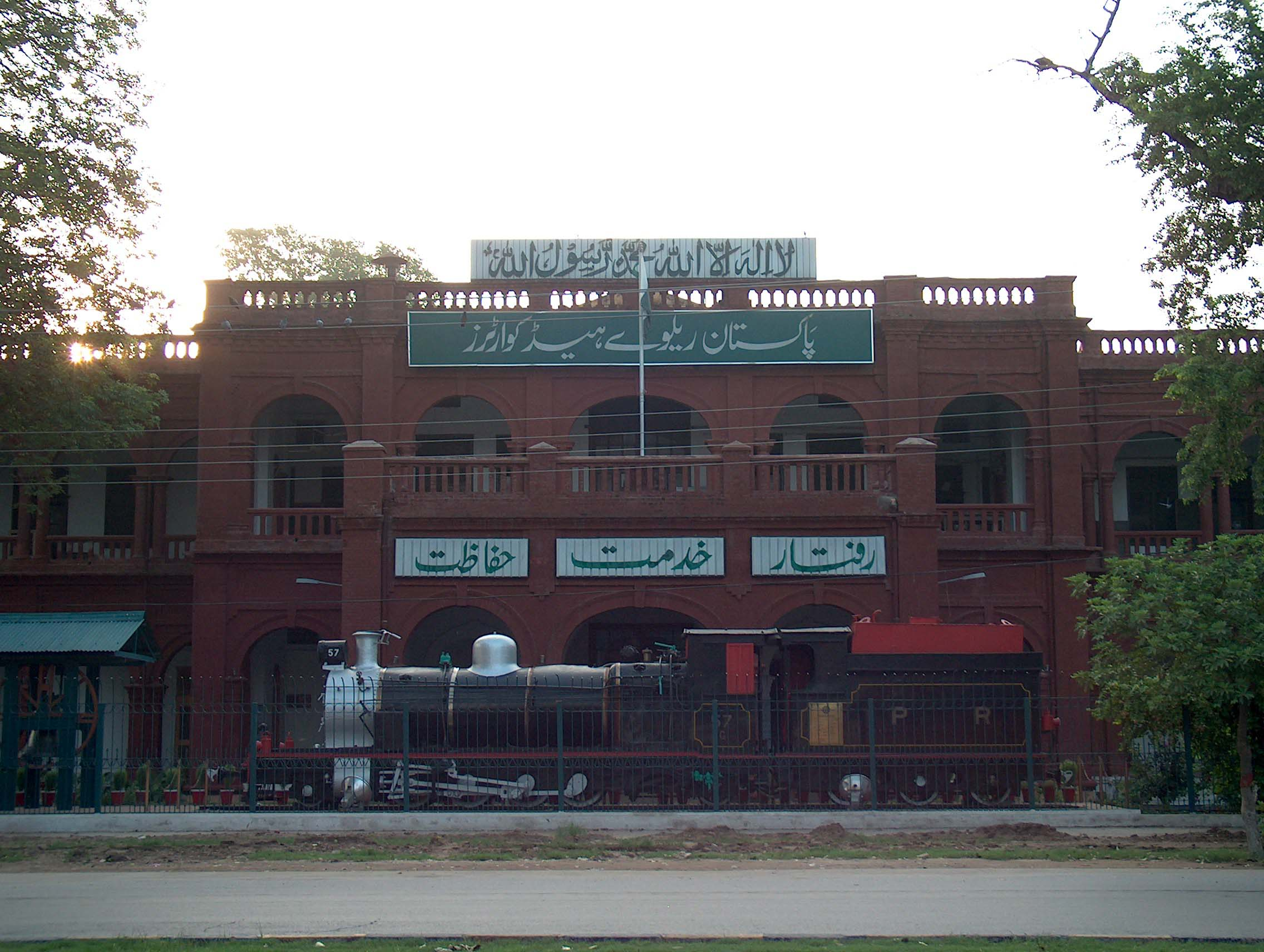
Sitz von Pakistan Railways

Probleme des staatlichen Eisenbahnnetzes sind veraltete Infrastruktur und mangelhafte Sicherheit. Es ereignen sich häufig schwere Unfälle. In Zusammenarbeit mit der Volksrepublik China soll das Schienennetz im Rahmen des China-Pakistan Economic Corridor bis 2026 modernisiert und ausgebaut werden. So sollen unter anderem die Provinz Belutschistan besser von der Eisenbahn erschlossen und der Hafen von Gwadar mit dem Rest des Landes verbunden werden.

## Struktur
Pakistan Railways ist ein staatliches Unternehmen, das dem Eisenbahnministerium der pakistanischen Regierung untersteht. Es ist in erster Linie für die Planung, Verwaltung und Einrichtung des Schienenpersonenverkehrs sowie für die Regulierung von Eisenbahnunternehmen und -industrien zuständig. Die Entwicklung von Pakistan Railways wird vom Ministerium verwaltet. Neben dem zuständigen Eisenbahnminister hat Pakistan Railways einen Geschäftsführer (Chief Executive Officer).

## Geschichte
Das Eisenbahnnetz auf dem Indischen Subkontinent wurde im 19. Jahrhundert von der Britischen Kolonialmacht erbaut. Nach der Unabhängigkeit Pakistans und der Teilung Indiens im Jahr 1947 lag der größte Teil der Infrastruktur der North Western State Railway auf pakistanischem Gebiet und wurde in Pakistan Western Railway umbenannt. Hinzu kam der westliche Teil der früheren Jodhpur State Railway. In Ostpakistan wurde der Teil der Bengal and Assam Railway, der auf pakistanischem Gebiet lag, in Pakistan Eastern Railway umbenannt. 1974 wurde die Pakistan Western Railway nach der Abspaltung von Ostpakistan als Bangladesch in Pakistan Railways umbenannt.

## Liste von Unfällen
- Eisenbahnunfall von Sahiwal, 1957
- Eisenbahnunfall von Sangi, 1990
- Eisenbahnunfall von Ghotki, 1991
- Eisenbahnunfall von Mirshah, 1997
- Eisenbahnunfall von Sarhad, 2005
- Eisenbahnunfall von Karatschi, 2016
- Eisenbahnunfall von Tanwari, 2019
- Eisenbahnunfall von Daharki, 2021

Es gab mindestens sechs weitere schwere Unfälle in Pakistans Eisenbahngeschichte (siehe: Liste schwerer Unfälle im Schienenverkehr).

## Sonstiges
Die Pakistan Railways gründeten 1950 mit dem Pakistan Railways F.C. einen der ersten Fußballvereine Pakistans. Zwischenzeitlich war der Klub in der Pakistan Premier League aktiv.